# Telmatobius ignavus
Espèce
Statut de conservation UICN

 EN A3e; B1ab(iii) : En danger
Telmatobius ignavus est une espèce d'amphibiens de la famille des Telmatobiidae.

## Répartition
Cette espèce est endémique de la cordillère de Huancabamba dans la région de Piura au Pérou. Elle se rencontre entre 1 840 et 3 080 m d'altitude.

## Publication originale
- Barbour & Noble, 1920 : Some Amphibians from North-Western Peru, with a Revision of the Genera Phyllobates and Telmatobius. Bulletin of the Museum of Comparative Zoology at Harvard College, vol. 63, p. 395-427 (texte intégral).